# Assumption, Illinois
Assumption là một thành phố thuộc quận Christian, tiểu bang Illinois, Hoa Kỳ. Năm 2010, dân số của thành phố này là 1168 người.

## Dân số
Dân số qua các năm:
- Năm 2000: 1261 người.
- Năm 2010: 1168 người.